# María Luisa Pino
María Luisa Pino es una montadora y técnica de efectos especiales y maquillaje española. Entre sus principales trabajos destaca su participación en películas como Conan el Bárbaro (1982), La historia interminable (1984) o La grieta (1989), consiguiendo esta última un premio Goya a los mejores efectos especiales.

## Biografía
Sus primeras incursiones en el cine fueron gracias a la intervención de su padre José Pino, que era dibujante y diseñador de decorados en los estudios CEA, allí comenzó su aprendizaje como meritoria de montaje a los 16 años. Fue en esta época cuando tuvo la oportunidad de trabajar y conocer a personalidades del mundo del cine tanto españolas como norteamericanas, lo que la llevó a aprender inglés y conocer años más tarde al británico Colin Arthur, con el que se casaría y trabajaría en la especialidad de efectos especiales.
Tras una larguísima carrera, viajando por todos los rincones del mundo, María Luisa publicó en 2016 el libro de memorias Detrás de la claqueta, con anécdotas y curiosidades de los rodajes de los más de 100 proyectos en los que intervino.

## Reconocimientos
En 2017, el Festival de Cine Fantástico Europeo de Murcia C-FEM le dedicó un homenaje.Años después, en el año 2022, el Festival Internacional de Cine Fantástico de Elche – FANTAELX la homenajeó coincidiendo con el cuadragésimo aniversario del estreno de Conan el Bárbaro (1982).
Guillermo López Aliaga y Fran Mateu, miembros del Centro de Investigación en Artes y docentes e investigadores del Departamento de Arte de la Universidad Miguel Hernández de Elche, realizaron en el año 2023 Hall of Frame. María Luisa Pino, un documental sobre su trayectoria en el campo del montaje y los efectos especiales cinematográficos. Fue el quinto volumen de la colección de entrevistas documentales Hall of Frame, dirigida por López Aliaga y Mateu y lo proyectaron en el Festival de Cine de Sitges del año 2023.

## Filmografía
- Un ángel pasó por Brooklyn (1957): auxiliar de montaje
- Amanecer en puerta oscura (1957): auxiliar de montaje
- La noche y el alba (1958): auxiliar de montaje
- El cebo (1958): ayudante de montaje
- De espaldas a la puerta (1959): segundo ayudante de montaje
- Diez fusiles esperan (1959): segundo ayudante de montaje
- Un hombre tiene que morir (1959): segundo ayudante montaje
- Los últimos días de Pompeya (1959): segundo ayudante de montaje
- El hombre que perdió el tren (1960): segundo ayudante de montaje
- El coloso de Rodas (1961): segundo ayudante de montaje
- Último chantaje (1961): primer ayudante de montaje
- A hierro muere (1962): primer ayudante de montaje
- El valle de las espadas (1963): primer ayudante de montaje
- Nunca  pasa nada (1963): primer ayudante de montaje
- Fuego (1964): primer ayudante de montaje
- El dedo en el gatillo (1965): primer ayudante de montaje
- Los pianos mecánicos (1965): primer ayudante de montaje
- El sonido de la muerte (1966): primer ayudante de montaje
- Huyendo del halcón (1966): primer ayudante de montaje
- Cervantes (1967): primer ayudante de montaje
- Operación Dalila (1967): primer ayudante de montaje
- España otra vez (1969): primer ayudante de montaje
- Montaje de diferentes noticias y musicales para Panamericana de T.V. (1969)
- Caza implacable (1971): segundo ayudante de montaje
- El hombre de una tierra salvaje (1971): primer ayudante de montaje
- Antony and Cleopatra (1972): segundo ayudante de montaje
- Charlie-one-eye (1973): segundo ayudante de montaje
- The Man Called Noon (1973): segundo ayudante de montaje
- El viaje fantástico de Simbad (1973): ayudante de montaje
- Diez negritos (1974): segundo ayudante de montaje
- La loba y la paloma (1974): ayudante de montaje
- El asesino no está solo (1975): ayudante de montaje
- Los locos del oro negro (1975): primer ayudante de montaje
- El viaje de los malditos (1976): primer ayudante de montaje
- Masacre en Condor Pass (1976): primer ayudante de montaje
- Robin y Marian (1976): ayudante de montaje
- La iniciación en el amor (1976): ayudante de montaje
- Marchar o morir (1977): segundo ayudante de montaje
- Nido de viudas (1977): primer ayudante de montaje
- Simbad y el ojo del tigre (1977): ayudante de montaje
- Las cuatro plumas (1978): ayudante de montaje
- Diabla (1979): primer ayudante de montaje
- El felino (1979): primer ayudante de montaje
- Apple (1980): ayudante de montaje
- La leyenda de Bill Doolin (1981): auxiliar de efectos especiales y maquillaje
- Furia de titanes (1981): auxiliar de efectos especiales y maquillaje
- Yo, Cristina F. (1981): auxiliar de efectos de maquillaje
- Der fan (1982): auxiliar de efectos especiales y maquillaje
- Ultimátum (1982): auxiliar de efectos y maquillaje
- Conan el Bárbaro (1982): ayudante de montaje
- Milo Barus (1983): auxiliar de efectos especiales y maquillaje
- La historia interminable (1984): especialista en látex
- La chica del tambor (1984): ayudante de efectos especiales y maquillaje
- La flecha negra (1985): primer ayudante de montaje
- Esos locos cuatreros (1985): ayudante de montaje
- El guerrero rojo (Red Sonja, 1985): ayudante de efectos especiales y maquillaje
- King David (1985): ayudante de Colin Arthur
- Los guerreros del sol (1986): ayudante de montaje
- Allan Quatermain y la ciudad perdida del oro (1986): ayudante de efectos especiales y maquillaje
- Momo (1986): ayudante de efectos especiales y maquillaje
- Descanse en piezas (1987): ayudante de montaje
- Devil's Island (Des Teufels Paradies, 1987): ayudante de efectos especiales y maquillaje
- El imperio del sol (1987): ayudante de efectos especiales y maquillaje
- Al filo del hacha (1988): ayudante de montaje
- Hermano del espacio (1988): ayudante de montaje
- For Better or Worse (1988): ayudante de montaje
- Una espía en mi alcoba (1989): ayudante de montaje
- El regreso de los mosqueteros (1989): ayudante de montaje
- La grieta (1989): ayudante de efectos especiales
- La historia interminable 2: El siguiente capítulo (1990): ensambladora de criaturas en el departamento de efectos especiales
- La seducción del caos (1990): ayudante de efectos especiales y maquillaje
- Alas de mariposa (1991): ayudante de efectos especiales
- El robobo de la jojoya (1991): ayudante de efectos especiales
- La viuda negra (1991): ayudante de efectos especiales
- La mansión de Cthulhu (1992): ayudante de efectos especiales
- Undine (1992): ayudante de efectos especiales
- Abre los ojos (1997): ayudante de efectos especiales y maquillaje
- El último deseo (2005): efectos especiales